# Euphorbia denisiana ankarensis
Euforbia denisiana var. ankarensis (Boiteau) Houyelle, 2018 è una pianta della famiglia delle Euforbiacee, endemica del Madagascar.

## Descrizione
È una pianta succulenta con fusto non ramificato, alto sino a 70 cm.
Ha foglie caduche lanceolate, disposte a corona all'apice del fusto, di colore verde sulla faccia superiore e rosso-brunastre su quella inferiore, ricoperte da una fine peluria lanuginosa.
L'infiorescenza è un ciazio con brattee di colore dal rosa al verde, che formano un involucro a coppa attorno a un fiore femminile centrale, circondato da 5 fiori maschili.

## Distribuzione e habitat
L'areale di E. denisiana var. ankarensis è ristretto a tre località  del Madagascar nord-occidentale.
Il suo habitat tipico sono gli tsingy, caratteristiche formazioni rocciose calcaree di aspetto a guglia.

## Conservazione
La IUCN Red List, per la ristrettezza e la frammentazione del suo areale, classifica questa entità come specie in pericolo di estinzione (Endangered).
Parte del suo areale ricade nella riserva speciale dell'Ankarana e nella riserva speciale di Analamerana.
La specie è inserita nella Appendice II della Convention on International Trade of Endangered Species (CITES)